# St. Petrus (Wuppertal)

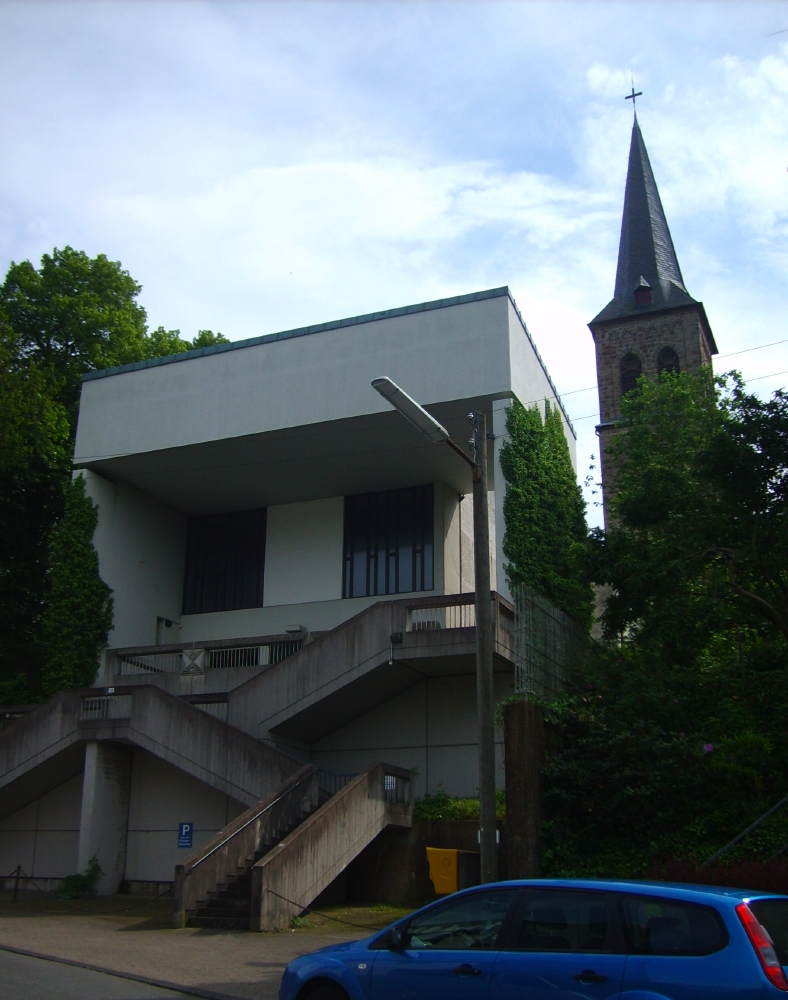
Kirche St. Petrus

St. Petrus ist eine katholische Kirche im äußersten Süden des Wuppertaler Wohnquartiers Heckinghausen. Sie befindet sich an der Straße Zu den Erbhöfen in der Siedlung Eschensiepen und war neben der Kirche St. Elisabeth eines der beiden Gotteshäuser der Pfarrgemeinde St. Elisabeth und St. Petrus, die ihrerseits in die Pfarreiengemeinschaft Wupperbogen Ost integriert ist.

## Geschichte

### Erster Bau von 1910
Die größtenteils zugewanderten Katholiken im Norden der damals eigenständigen Stadt Ronsdorf hielten schon seit Beginn des 19. Jahrhunderts eigene Gottesdienste und formierten sich 1895 zu einer eigenständigen Gemeinde. 1897 wurde ein Schulhaus erbaut, in dem die Gottesdienste bis zum Bau eines Bethauses 1904 gehalten wurden. Nachdem 1906 ein Grundstück im damals noch spärlich bebauten Norden Ronsdorfs zur Anlegung eines Friedhofs erworben werden konnte, stieg die Zahl der dort lebenden Katholiken rasch an, sodass nur wenige Jahre später der Bau einer Kirche begonnen wurde. Diese wurde im Jahr 1910 fertiggestellt und dem Apostel Petrus geweiht, womit sich die Gemeinde der Pfarrei St. Johann Baptist in Oberbarmen anschloss. Nach Fertigstellung der Kirche St. Elisabeth 1937 wurden beide Gemeinden aus der Pfarrei St. Johann Baptist ausgegliedert, 1961 wurde schließlich auch St. Petrus aus der Pfarrei St. Elisabeth ausgegliedert und eigenständig.
Beide Kriege überstand die Kirche unbeschadet.

### Neubau von 1977
1959 wurde die Kirche wegen Baufälligkeit geschlossen. Der Hang, an dem die Kirche errichtet wurde, war abgesackt und beschädigte die Bausubstanz schwer, sodass die Kirche einsturzgefährdet war. Die mittlerweile eigenständige Pfarrei entschloss sich zum Abriss und Neubau der Kirche, der zunächst an der Finanzierung scheiterte. Die 1966 als Provisorium geweihte und erst 1977 vollständige Kirche wurde als einfacher Betonbau ausgeführt, der im Gegensatz zur ersten Kirche bis zum Hangrand vorgesetzt wurde. Der erhalten gebliebene Kirchturm konnte stabilisiert werden und ist seitdem deutlich nach hinten versetzt in den Neubau integriert. Der Innenraum wird durch das gewaltige überlebensgroße Kruzifix an der Südwand und die schlichten, rechteckigen Fensterreihen an der Westwand bestimmt. Der Nordseite ist eine verzweigte Treppe vorgelagert, über die der Höhenunterschied der Hanglage überwunden wird.

### Profanierung
2003 wurde die Gemeinde wieder mit der Pfarrei St. Elisabeth vereinigt. Im Frühjahr 2015 stellte die Gemeinde beim Erzbistum Köln den Antrag auf Profanierung der Kirche. Gründe dafür seien unter anderem die stark zurückgehenden Besucherzahlen der nur noch monatlich stattfindenden Gottesdienste und eine unerwartet negative Bevölkerungsentwicklung in der Siedlung Eschensiepen. Bis zur endgültigen Schließung suchte die Gemeinde nach neuen Nutzungsideen und hofft, auch bei Abriss des nicht denkmalgeschützten Neubaus zumindest eine kleine Kapelle im Turm unterhalten zu können.
An Heiligabend 2015 fand schließlich die letzte Heilige Messe in der Kirche statt, die Entweihung durch den Erzbischof steht allerdings noch aus und soll erst erfolgen, wenn die endgültigen Nachnutzungspläne für das Kirchengebäude feststehen. Seit Dezember 2016 steht die Kirche der arabischsprachigen Christengemeinde Wuppertals zur Verfügung, welche die Kirche noch bis zu einer endgültigen Nachnutzung weiternutzt.